# Mohammad Arzandeh
Mohammad Arzandeh (in persiano محمد ارزنده‎; Borujen, 30 ottobre 1987) è un ex lunghista iraniano.

## Record nazionali
- salto in lungo: 8,17 m ( Teheran, 7 luglio 2012)
- salto in lungo indoor: 7,80 m ( Hangzhou, 15 febbraio 2014)

## Palmarès
| Anno | Manifestazione                    | Sede           | Evento         | Risultato | Prestazione | Note |
| ---- | --------------------------------- | -------------- | -------------- | --------- | ----------- | ---- |
| 2005 | Giochi asiatici indoor            | Bangkok        | Salto in lungo | 5º        | 7,32 m      |      |
| 2006 | Campionati asiatici juniores      | Macao          | Salto in lungo | Bronzo    | 7,59 m      |      |
| 2006 | Mondiali juniores                 | Pechino        | Salto in lungo | 4º        | 7,67 m      |      |
| 2006 | Giochi asiatici                   | Doha           | Salto in lungo | 15º (q)   | 6,92 m      |      |
| 2007 | Giochi asiatici indoor            | Macao          | Salto in lungo | 5º        | 7,39 m      |      |
| 2009 | Giochi asiatici indoor            | Hanoi          | Salto in lungo | 6º        | 7,60 m      |      |
| 2009 | Mondiali militari                 | Sofia          | Salto in lungo | Argento   | 7,70 m      |      |
| 2012 | Campionati asiatici indoor        | Hangzhou       | Salto in lungo | 9º        | 7,43 m      |      |
| 2012 | Giochi olimpici                   | Londra         | Salto in lungo | 17º (q)   | 7,84 m      |      |
| 2013 | Campionati asiatici               | Pune           | Salto in lungo | 4º        | 7,76 m      |      |
| 2013 | Giochi della solidarietà islamica | Palembang      | Salto in lungo | Argento   | 7,70 m      |      |
| 2014 | Campionati asiatici indoor        | Hangzhou       | Salto in lungo | Argento   | 7,80 m      |      |
| 2014 | Giochi asiatici                   | Incheon        | Salto in lungo | 6º        | 7,56 m      |      |
| 2015 | Giochi mondiali militari          | Mungyeong      | Salto in lungo | Finale    | dns         |      |
| 2016 | Giochi olimpici                   | Rio de Janeiro | Salto in lungo | 29º (q)   | 7,31 m      |      |
| 2018 | Campionati asiatici indoor        | Teheran        | Salto in lungo | 9º        | 7,27 m      |      |